# Alfred Dupont
Pour les articles homonymes, voir Dupont.
Alfred Dupont (7 août 1813, Douai - 15 septembre 1887, Douai), est un avocat et homme politique français.

## Biographie
Avocat à Douai et conseiller général du Nord, monarchiste et catholique, il se présenta, le 7 janvier 1872, aux électeurs de son département, lors de la double élection partielle pour remplacer Lambrecht, décédé, et le général Faidherbe, démissionnaire.
Candidat des conservateurs, il déclara, dans sa profession de foi, qu'il fallait, « une fois la France réorganisée, s'occuper de rechercher et de consacrer la forme définitive du gouvernement sous lequel elle voudra vivre, en consultant avec soin et loyauté ses traditions, ses sentiments, ses intérêts. » Dupont fut élu et prit place au centre droit. Il vota contre le retour de l'Assemblée à Paris, contre la dissolution, pour la démission de Thiers, pour le septennat, l'état de siège et la loi des maires, contre les amendements Wallon et Pascal Duprat, pour l'ensemble des lois constitutionnelles, et ne fit pas partie d'autres législatures.
Avocat bâtonnier du Barreau de Douai, président des Mines de Courrières, député royaliste du Nord, conseiller général du Nord, président de la Société d'Agriculture Sciences & Arts du Nord

## Sources
- « Alfred Dupont », dans Adolphe Robert et Gaston Cougny, Dictionnaire des parlementaires français, Edgar Bourloton, 1889-1891 [détail de l’édition]